# Villanovafranca
Villanovafranca (en sardo: Biddanòa Franca) es un municipio de Italia de 1.491 habitantes en la provincia de Cerdeña del Sur, región de Cerdeña. 

## Evolución demográfica
| Gráfica de evolución demográfica de Villanovafranca entre 1861 y 2001 |
|                                                                       |
| Fuente ISTAT - Elaboración gráfica de Wikipedia                       |